# سيدسيل مورك
سيدسل مورك (بالنرويجية: Sidsel Mørck‏) (من مواليد 28 نوفمبر 1937)، هي شاعرة وروائية وكاتبة وناشطة نرويجية.
ظهرت مورك لأول مرة في عام 1967 بمجموعة شعرية بعنوان ثانية ضائعة، ونشرت بعدها أكثر من 30 رواية وقصة قصيرة ومجموعات شعرية للكبار والصغار، وبصفتها ناشطة كتبت أكثر من 120 مقالًا حول القضايا الاجتماعية، وخاصة حماية البيئة والتلوث الصناعي، وألقت عددًا من المحاضرات.
حصلت علي جائزة راشيل كارسون لحماية البيئة في نسختها الأولي عام 1991. وفي عام 2013 حصلت على جائزة أوسيتسكي تقديراً لالتزامها الاجتماعي القوي، خاصة في مجال شؤون المرأة، وأدوار الجنسين وحماية البيئة. بالإضافة إلى تضمين هذه القضايا في كتاباتها، وتعد مورك مناظرة اجتماعية نشطة وكاتبة عمود.
كانت مورك عضوًا في مجلس إدارة جائزة صوفي، وهي جائزة دولية للبيئة والتنمية منحت سنويًا من 1998 إلى 2013.